# بچه سینسیناتی
بچه سینسیناتی یا قمارباز سینسیناتی (به انگلیسی: The Cincinnati Kid) شناخته می‌شود، فیلمی محصول سال ۱۹۶۵ و به کارگردانی نورمن جویسون است. در این فیلم بازیگرانی همچون استیو مک‌کوئین، ادوارد جی. رابینسون، آن مارگرت، کارل مالدن، تیوزدی ولد، جون بلوندل، ریپ تورن، جک وستون، جف کوری، کارل سونسون، آیرین تدرو، داب تیلور، سوئیت اما برت ایفای نقش کرده‌اند.